# Striga spanogheana
Striga spanogheana är en snyltrotsväxtart som beskrevs av Friedrich Anton Wilhelm Miquel. Striga spanogheana ingår i släktet Striga och familjen snyltrotsväxter. Inga underarter finns listade i Catalogue of Life.